# Ле Ру, Кевин
Кевин Ле Ру (фр. Kévin Le Roux; 11 мая 1989 года, Шампиньи-сюр-Марн) — французский волейболист. Чемпион Европы 2015 года.

## Начало карьеры
Волейбольная карьера Кевина Ле Ру началась в 2004 году, когда он вошёл в молодёжную сборную волейбольного клуба города Сен-Мало, в которой играл в течение одного сезона. В 2005 году он присоединился к Национальному центру волейбола, в команде которого выступал вплоть до 2009 года. В профессиональном волейболе дебютировал в сезоне 2009—2010 в команде «Канны».

## Национальная команда
В 2014 году Кевин сыграл на чемпионате мира, состоявшемся в Польше. Тогда сборная Франции уступила сборной Германии матч за бронзовые медали и заняла четвёртое место. 18 октября 2015 года сборная Франции вместе с ним выиграла титул чемпиона Европы 2015 года, победив в финале сборную Словении со счётом 3:0. В 2016 году в Европейской квалификации за Олимпийскую путёвку в финале уступили сборной России
. В мае 2016 года сыграют в Мировой квалификации, которая пройдет в Японии.